# Bandar Manik
Bandar Manik is een bestuurslaag in het regentschap Simalungun van de provincie Noord-Sumatra, Indonesië. Bandar Manik telt 1419 inwoners (volkstelling 2010).